# Gerd Wysocki
Gerd Wysocki ist ein deutscher Politologe und Sozialwissenschaftler.

## Tätigkeit
Sein Arbeitsschwerpunkt liegt auf der Zeit des Nationalsozialismus, insbesondere im Salzgitter-Gebiet und Land Braunschweig. Er promovierte 1991 an der Universität Oldenburg mit der Doktorarbeit Arbeit für den Krieg: Herrschaftsmechanismen in der Rüstungsindustrie des "Dritten Reiches" ; Arbeitseinsatz, Sozialpolitik und staatspolizeiliche Repression bei den Reichswerken "Hermann Göring" im Salzgitter-Gebiet 1937/38 bis 1945, die 1992 als Buch im Steinweg-Verlag in Braunschweig erschien.
Sein Buch Die Geheime Staatspolizei im Land Braunschweig: Polizeirecht und Polizeipraxis im Nationalsozialismus (1997, 2. A. 2022) beschäftigt sich mit den Herrschaftsmechanismen der Geheimen Staatspolizei innerhalb des Justizapparates, der Verwaltung und der Gesellschaft am Beispiel des Landes Braunschweig.
Wysocki war Lehrbeauftragter an der Hochschule Harz sowie an den Fachhochschulen Braunschweig und Hildesheim.

## Publikationen (Auswahl)
- Gerd Wysocki: Zwangsarbeit im Stahlkonzern: Salzgitter und die Reichswerke "Hermann Göring," 1937–1945 Braunschweig : Magni-Buchladen, 1982, ISBN 3-922571-07-7
- Wysocki, Gerd: Das KZ Drütte bei den Hermann-Göring-Werken in Watenstedt-Salzgitter. Oktober 1942 bis April 1945. Häftlinge in der Kriegsproduktion des Dritten Reiches. Salzgitter Arbeitskreis Stadtgeschichte e.V., 1986
- Wysocki, Gerd: Häftlinge in der Kriegsproduktion des "Dritten Reiches". Salzgitter : Arbeitskreis Stadtgeschichte, 1986, 2. Aufl., geringfügig veränd. Sonderdr.
- Gerd Wysocki: Deutsche und ausländische Arbeiter und Arbeiterinnen in Braunschweig während des Zweiten Weltkrieges (1939–1945). In: Braunschweigs Arbeiterschaft 1890–1950. Vorträge zu ihrer Geschichte. Gehalten bei Arbeitskreis Andere Geschichte. Braunschweiger Werkstücke, Band 23/68, Waisenhaus-Druckerei, Braunschweig 1988, S. 51–77.
- Wysocki, Gerhard: Arbeit für den Krieg. Herrschaftsmechanismen in der Rüstungsindustrie des ‚Dritten Reiches‘. Arbeitseinsatz, Sozialpolitik und staatspolizeiliche Repression bei den Reichswerken „Hermann Göring“ im Salzgitter-Gebiet 1937/38 bis 1945, Braunschweig 1992 (mit einer Untersuchung über das „Arbeitserziehungslager Watenstedt“)
- Wysocki, Gerd: Arbeit für den Krieg. Herrschaftmechanismen in der Rüstungsindustrie des "Dritten Reiches". Arbeitseinsatz, Sozialpolitik und staatspolizeiliche Repression bei den Reichswerken "Hermann Göring" im Salzgitter-Gebiet 1937/38 bis 1945. Braunschweig Steinweg-Vlg (Sonderausgabe für die IG Metall Salzgitter), 1992
- Wysocki, Gerd: Die Geheime Staatspolizei im Land Braunschweig. – Frankfurt/Main : Campus-Verl., 1997 (2022, 2. Auflage)
- Wysocki, Gerhard: Lizenz zum Töten. Die ‚Sonderbehandlungs‘-Praxis der Stapo-Stelle Braunschweig, in: Paul / Mallmann, Die Gestapo im Zweiten Weltkrieg. 2000, S. 237–254.
- Gerhard Wysocki: Disziplinierung der Arbeitswelt. Das Lager 21 der Staatspolizei Braunschweig in: Bernhild Vögel (Hrsg.): System der Willkür. Betriebliche Repression und nationalsozialistische Verfolgung am Rammelsberg und in der Region Braunschweig., Goslar 2002, S. 95–130
- (Mitarbeit) "Wir sind noch nicht fertig!" Dähre : Schöneworth-Verl., 2015, 1. Aufl.
- (Mitarbeit) Baustelle Demokratie : 100 Jahre Novemberrevolution Braunschweig : wie Braunschweig 1918 die politischen Verhältnisse veränderte : Begleitheft zur Ausstellung / DGB Region SüdOstNiedersachsen ; Gesamtkonzeption: DGB Arbeitskreis Novemberrevolution ; historische Recherche und Erarbeitung: Dr. Gerhard Wysocki ; Texte: Susanne Hesch, Heide Janicki, Karsten Meier, Prof. Dr Uwe Sandfuchs, Hansi Volkmann, Dr. Gerhard Wysocki, Braunschweig : DGB Region SüdOstNiedersachsen 2019 (Ausstellungskatalog)